# Finale della Coppa delle nazioni africane 1988
La finale della Coppa delle nazioni africane 1988 si disputò il 27 marzo 1988 allo Stadio Mohamed V di Casablanca, tra le nazionali della Camerun e Nigeria. La partita fu vinta per 1-0 dal Camerun che si aggiudicò il suo secondo trofeo nella massima competizione tra nazionali maschili africane.

## Le squadre
| Squadra | Finali (o spareggi) disputate in precedenza (il grassetto indica la vittoria) |
| ------- | ----------------------------------------------------------------------------- |
| Camerun | 1 (1984)                                                                      |
| Nigeria | 2 (1980, 1984)                                                                |

## Cammino verso la finale

### Tabella riassuntiva del percorso
| Squadra | Pt | G |
| ------- | -- | - |
| Nigeria | 5  | 3 |
| Camerun | 5  | 3 |
| Egitto  | 4  | 3 |
| Kenya   | 1  | 3 |

| Squadra | Pt | G |
| ------- | -- | - |
| Camerun | 5  | 3 |
| Nigeria | 5  | 3 |
| Egitto  | 4  | 3 |
| Kenya   | 1  | 3 |

## Tabellino
| Arbitro: | Idrissa Sarr |

|                  |           |  |
| Kundé 55’ (rig.) | Marcatori |  |

| Cameroon | Nigeria |

| Algeria       |    |                     |  |     |
|               |    |                     |  |     |
| P             | 1  | Joseph-Antoine Bell |  |     |
| D             | 2  | André Kana-Biyik    |  |     |
| D             | 14 | Stephen Tataw       |  |     |
| D             | 4  | Benjamin Massing    |  |     |
| D             |    | Charlie Ntamark     |  |     |
| C             | 6  | Emmanuel Kundé      |  |     |
| C             | 12 | Cyrille Makanaky    |  |     |
| C             |    | Bertin Ollé-Ollé    |  | 33’ |
| C             | 8  | Emile Mbouh         |  |     |
| A             | 10 | Louis-Paul Mfédé    |  |     |
| A             | 9  | Roger Milla         |  |     |
| Sostituzioni: |    |                     |  |     |
| C             |    | Richard Abena       |  | 33’ |
| CT:           |    |                     |  |     |
| Claude Le Roy |    |                     |  |     |

| Nigeria       |    |                    |  |     |
|               |    |                    |  |     |
| P             | 1  | Peter Rufai        |  |     |
| D             |    | Yisa Sofoluwe      |  |     |
| D             | 4  | Stephen Keshi      |  |     |
| D             |    | Sunday Eboigbe     |  |     |
| D             | 13 | Bright Omokaro     |  |     |
| C             |    | Augustine Eguavoen |  |     |
| C             |    | Samuel Okwaraji    |  |     |
| C             | 10 | Henry Nwosu        |  |     |
| C             |    | Ndubuisi Okosieme  |  |     |
| A             | 17 | Folorunso Okenla   |  | 76’ |
| A             | 14 | Rashidi Yekini     |  |     |
| Sostituzioni: |    |                    |  |     |
| D             | 2  | Uche Okafor        |  |     |
| A             | 7  | Humphrey Edobor    |  | 76’ |
| CT:           |    |                    |  |     |
| Manfred Höner |    |                    |  |     |